# 동화초등학교 (충북)
동화초등학교는 대한민국 충청북도 청주시 상당구 남일면에 있는 공립 초등학교이다.

## 학교 연혁
- 1963. 09. 13 신송초등학교 화당분교장 개교(1학급)
- 1967. 03. 20 동화초등학교 개교(6학급)
- 1986. 07. 22 본관 7개 교실 신축 준공
- 1996. 03. 01 동화초등학교로 교명 개칭
- 2005. 07. 08 자연학습원 조성
- 2011. 11. 20 교실 리모델링 및 2개 교실 증축
- 2012. 10. 15 운동장 체육시설 교체
- 2013. 01. 15 본관 골마루 리모델링
- 2015. 02. 17 제47회 졸업식(총 1,807명)
- 2015. 03. 01 제21대 최영순 교장 부임
- 2015. 03. 02 입학식(신입생 21명)

## 참고 자료
- 동화초등학교 - 한국교육학술정보원 학교알리미